# Sertularella antarctica
Sertularella antarctica är en nässeldjursart som beskrevs av Gustav Hartlaub 1901. Sertularella antarctica ingår i släktet Sertularella och familjen Sertulariidae.
Artens utbredningsområde är Södra Ishavet. Inga underarter finns listade i Catalogue of Life.